# Cuon (Maine-et-Loire)
Cuon korábbi község Franciaország Loire mente régiójában, Maine-et-Loire megyében. Lakosainak száma 562 fő (2018. január 1.). Cuon Bocé, Brion, Chartrené, Les Bois d’Anjou, Le Guédeniau és La Lande-Chasles községekkel határos.
2016. január 1-jén nyolc másik korábbi községgel egyesült és Baugé-en-Anjou új község része lett.

## Népesség
A település népességének változása:
| Lakosok száma | 548  | 531  | 413  | 416  | 481  | 587  | 608  | 608  | 575  | 562  |
|               | 1962 | 1968 | 1982 | 1990 | 1999 | 2008 | 2011 | 2013 | 2017 | 2018 |